# Ilunga Mande Zatara
Ilunga Mande Zatara, född 12 mars 1983, är en friidrottare från Kongo-Kinshasa. Han deltog vid olympiska sommarspelen 2012.